# Am Ende des Sommers (2015)
Am Ende des Sommers ist ein Fernsehfilm aus dem Jahr 2015. Die unter der Regie von Nikolaus Leytner entstandene österreichisch-deutsche Koproduktion wurde am 11. März 2015 im ORF und im Ersten erstmals ausgestrahlt.

## Handlung
Der Film beginnt mit einer Vergewaltigung, man kann allerdings weder Täter, noch Opfer, noch den Zeitpunkt der Tat erkennen. Der 18-jährige Ben hat gerade mit Auszeichnung maturiert, seine 34-jährige Mutter Sylvia Taudes ist sehr stolz auf ihn. Sie selbst hat mit Wolfgang einen neuen Verehrer. Ben nimmt einen Ferialjob an, wo er Hanna kennenlernt, mit der er eine Beziehung beginnt. Auch in Hannas Familie wird Ben gut aufgenommen. Als Ben mit seiner Mutter im Spaß rangelt, reagiert sie auf seine Umklammerung panisch. Eine Narbe auf ihrer Hand verweist auf eine länger zurückliegende Verletzung.
Sylvia erhält per Post die überraschende Nachricht, dass ihr Vater Johann Taudes gestorben ist, sie wirft die Parte in den Papierkorb. Ben glaubt allerdings, dass sein Großvater bereits vor langer Zeit gestorben sei, seinen Vater hatte er nie kennengelernt, Sylvia hatte Ben alleine großgezogen. Ihrem Sohn hatte sie erzählt, dass er ein Kind der freien Liebe und das Resultat eines One-Night-Stands einer zufälligen InterRail-Bekanntschaft in Florenz gewesen sei. Beim Aufräumen findet Ben zufällig den Partenzettel, er stellt seine Mutter zur Rede. Sylvia wollte den Kontakt von Ben zu seinem Großvater unterbinden, unter anderem weil ihr Vater sie zur Abtreibung zwingen wollte. Ben fährt auf den Friedhof, wo sein Großvater bestattet werden soll, zur Beerdigung kommt er zu spät, beim Leichenschmaus im Gasthaus lernt er neben einigen Verwandten auch Sylvias Schulfreundin Gerti kennen. Von ihr erfährt er, dass seine Mutter möglicherweise nie in Florenz gewesen ist, zuletzt haben sich Sylvia und Gerti bei einem Prozess in Wien getroffen, worum es in dem Prozess ging, will sie ihm nicht sagen. Also stellt Ben seine Mutter erneut zur Rede: sie gesteht ihm, dass er kein Kind der reinen Liebe sei, sondern bei einer Vergewaltigung gezeugt worden ist.
Ben beschließt, sich auf die Suche nach seinem Vater zu begeben. Von Gerti erfährt er dessen Namen: Alfred Mühlberger. Er war damals Gast im „Hotel Mariandl“ in Spitz, wo Gerti und Sylvia einen Ferialjob hatten. Laut Zeitungsbericht aus dieser Zeit wurde er für die Vergewaltigung zu zwei Jahren Haft verurteilt, davon ein Jahr auf Bewährung. Ben sucht seinen Vater schließlich in dessen Bauernhof auf, ohne aber zunächst seine Identität preiszugeben. Er hinterlässt lediglich die Zeitungsmeldung über die Vergewaltigung und Mühlbergers Verurteilung. Nachdem Ben sich Mühlberger zu erkennen gegeben hat, schlägt er kurz auf seinen Vater ein, läuft davon und kehrt mit den Worten „Ich brauche keinen Vater“ wieder zu seiner Mutter zurück.

## Produktion

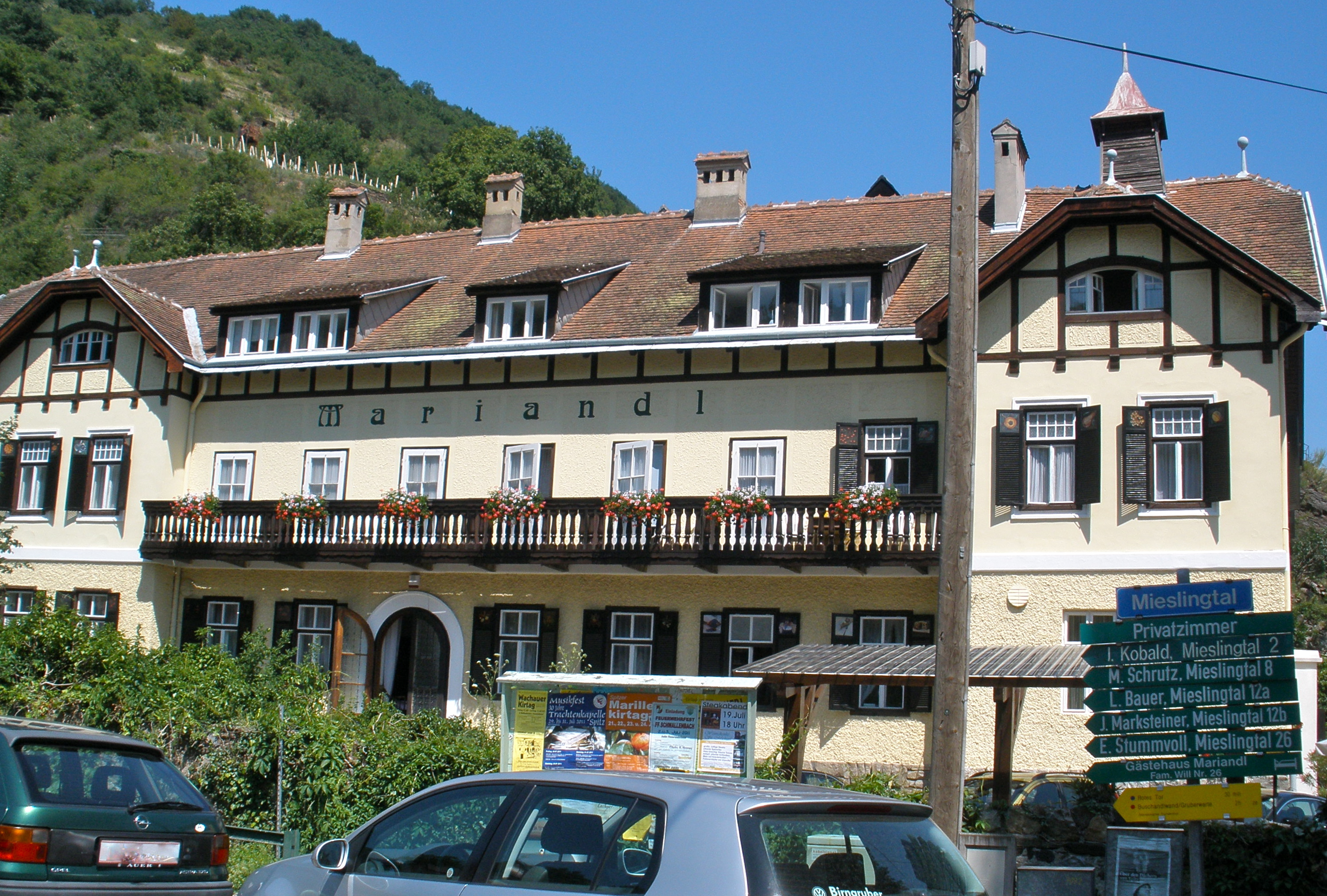
Einer der Drehorte: das „Hotel Mariandl“ in Spitz

Die Dreharbeiten fanden von 10. Juni 2014 bis Mitte Juli 2014 in Wien und Niederösterreich statt, Drehorte waren unter anderem der Donaukanal, der Wienfluss und die Wachau. Produziert wurde der Film von der MR Film, beteiligt waren der Österreichische und der Mitteldeutsche Rundfunk, unterstützt wurde die Produktion vom Land Niederösterreich. Für das Szenenbild zeichnete Bertram Reiter verantwortlich, für das Kostümbild Caterina Czepek und für die Maske Sam Dopona und Verena Eichtinger.

## Rezeption
Den Film verfolgten bei Erstausstrahlung im Ersten 4,63 Millionen Zuseher, dies entsprach einem Marktanteil von 14,5 Prozent.
Thomas Gehringer von tittelbach.tv befand, dass der Film „unspektakulär und vielschichtig von den Folgen eines Verbrechens und vom Erwachsenwerden“ erzählen würde, und urteilte mit „Gute Besetzung (Thomas Schubert, Koschitz) in einer stimmigen Mischung aus Ernsthaftigkeit, emotionalen und leichten Momenten. [...] Auch wenn diese erneute Zusammenarbeit von Grimme-Preisträger Leytner mit der Autorin Agnes Pluch nicht die Qualität des Alzheimer- und Liebesdramas Die Auslöschung erreichen mag, erscheint der unspektakuläre Film wohl durchdacht und gut ausbalanciert mit seiner Mischung aus leichten Momenten, ernsthaften Dialogen, klug eingesetzter Musik und emotionalen Szenen.“
Der Film war 2015 beim Fernsehfilmfestival Baden-Baden für den Hauptpreis sowie für den Fernsehpreis der Österreichischen Erwachsenenbildung nominiert, im Rahmen der Romyverleihung 2016 war Hermann Dunzendorfer in der Kategorie Beste Kamera TV-Film nominiert.